# Radioland Murders
Pour plus de détails, voir Fiche technique et Distribution.
Radioland Murders est un film américain réalisé  par Mel Smith et produit par George Lucas, sorti en 1994.

## Synopsis
En 1939, à Chicago, une nouvelle radio, W.B.N. doit être lancée et l'enregistrement se faire en public. Or à l'heure prévue, rien n'est prêt, l'équipe est complètement désorganisée, les producteurs, sponsors et scénaristes s'opposant sur les scripts à interpréter, ce qui oblige les comédiens et le réalisateur à se livrer à des improvisations de haute volée. Et c'est en pleine pagaille que l'on retrouve le directeur du spectacle et l'un des musiciens morts. La police vient sur les lieux, tandis que Roger, le scénariste en chef tente par tous les moyens de regagner les faveurs de sa femme Penny qui est également la secrétaire du réalisateur. La police après avoir accusé une chanteuse nymphomane de ces crimes et l'avoir fait conduire au poste, soupçonne ensuite Roger lorsque d'autres crimes sont commis. Roger n'a alors qu'une solution pour ne pas se faire arrêter à son tour : trouver lui-même le coupable.

## Fiche technique
- Titre : Radioland Murders
- Réalisateur : Mel Smith
- Producteurs : George Lucas, Rick McCallum et Fred Roos
- Scénario : Willard Huyck, Gloria Katz, Jeff Reno, Ron Osborn d'après une histoire de George Lucas
- Musique : Joel McNeely
- Photographie : David Tattersall
- Sociétés de production : Lucasfilm Ltd. et Universal Pictures
- Société de distribution : Universal Pictures
- Date de sortie : 
  - États-Unis : 21 octobre 1994
- Durée : 108 minutes
- Genre : comédie loufoque, burlesque

## Distribution
- Brian Benben : Roger Henderson
- Mary Stuart Masterson : Penny Henderson
- Ned Beatty : général Walt Whalen
- George Burns : Milt Lackey
- Scott Michael Campbell : Billy
- Brion James : Bernie King
- Michael Lerner : Lieutenant Cross
- Michael McKean : Rick Rochester
- Jeffrey Tambor : Walt Whalen Jr.
- Stephen Tobolowsky : Max Applewhite
- Christopher Lloyd : Zoltan
- Larry Miller : Herman Katsenback
- Anita Morris : Claudette Katsenback
- Bobcat Goldthwait : Un écrivain sauvage
- Jeff Bennett : Page
- Norman Fessler : Serveur de Bernie King

## Critique
Le film a été mal reçu par la critique, avec une note moyenne de 4/10.